# Chrześcijaństwo w Syrii

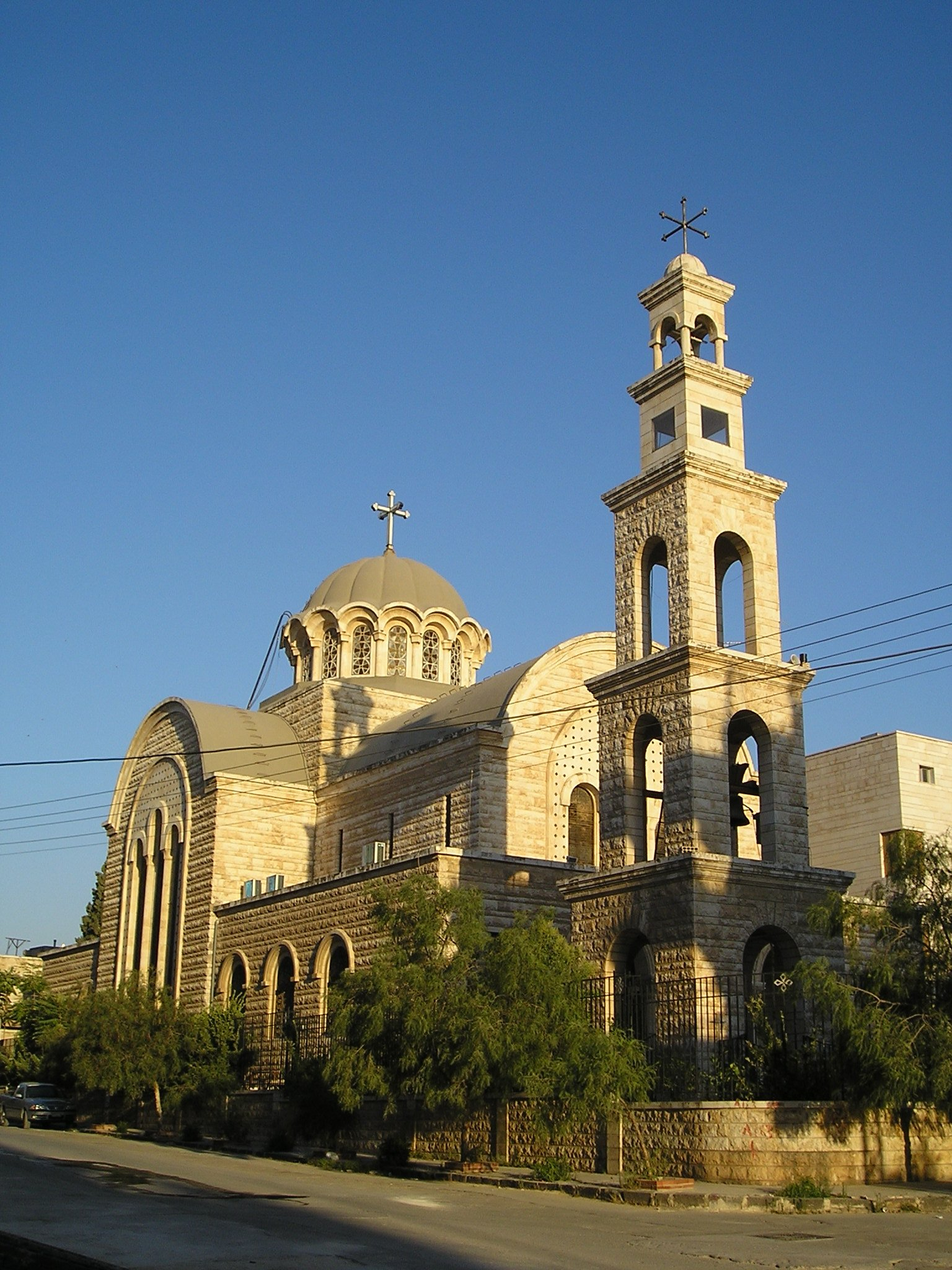
Świątynia Kościoła greckoprawosławnego w mieście Hama w Syrii.

Chrześcijanie w Syrii stanowią ok. 5,2% społeczeństwa. W Syrii istnieją różne kościoły chrześcijańskie. Najwięcej wyznawców liczy Prawosławny Patriarchat Antiocheński (nazywany też Kościołem greckoprawosławnym), następne są Katolickie Kościoły wschodnie. Istnieją również małe grupy protestantów.
Chrześcijanin, według konstytucji syryjskiej, nie może pełnić funkcji prezydenta kraju. Jest to skutek dominacji religii islamskiej w społeczeństwie syryjskim. Oficjalnie jednak Syria nie jest państwem wyznaniowym i nie posiada religii państwowej, a status wszystkich wyznań jest równy.

## Rys historyczny
Damaszek był jednym z pierwszych miast na świecie, w których pojawiła się wspólnota chrześcijańska. Jej twórcą był Święty Paweł. Po pewnym czasie ogromna większość mieszkańców miasta przeszło na chrześcijaństwo i zaczęli oni nawracać innych mieszkańców Syrii. Panowanie chrześcijaństwa skończyło się wraz z podbojem Syrii i Anatolii przez kalifat Umajjadów. Było to państwo, w którym preferowano islam, a prawo nakładało dodatkowo obciążenia (między innymi podatkowe) na chrześcijan. Ze względów ekonomicznych, jak i dlatego, że nowa religia wydawała się wielu atrakcyjna, islam zaczął stopniowo wypierać chrześcijaństwo z Syrii.
Do dziś jednak 10% Syryjczyków to wyznawcy chrześcijaństwa, widać to na przykładzie Damaszku, który zamieszkuje liczna społeczność chrześcijańska. Istnieje tu wiele kościołów, a msze święte odbywają się bez przeszkód. Najważniejsza dla chrześcijan niedziela, którą należy uczcić poprzez pójście do kościoła, w zdominowanej przez muzułmanów Syrii nie jest dniem wolnym od pracy. Jednak władze respektując zwyczaje chrześcijan umożliwiają urzędnikom i innym pracownikom administracji państwowej udział w godzinach pracy w niedzielnej mszy porannej. W szkołach, w których przeważają uczniowie chrześcijańscy, dniami wolnymi są sobotai niedziela, a w muzułmańskich weekend składa się z piątku i soboty.

## Profil społeczności
Syryjscy chrześcijanie aktywnie i w pełni uczestniczą w życiu społecznym swojego kraju. Udzielają się w życiu gospodarczym, szkolnictwie, nauce, sztuce, życiu intelektualnym, show biznesie i polityce. Wielu chrześcijan pełni funkcje kierownicze w sektorze prywatnym i państwowym, często są także urzędnikami administracji lokalnej, posłami w parlamencie i ministrami w rządzie. Wielu z nich służy także w syryjskiej armii, zarówno jako dowódcy, jak i szeregowi żołnierze. Oddziały są mieszane wyznaniowo, aby nie wprowadzać podziałów i napięć między żołnierzami. Syryjscy chrześcijanie uczestniczyli w walkach z Izraelem ramię w ramię ze swoimi muzułmańskimi rodakami. Oprócz aktywności zawodowej wielu z nich udziela się także jako wolontariusze i pracownicy społeczni. Ich postawa sprawia, że są generalnie bardzo dobrze postrzegani przez muzułmańską większość społeczeństwa.
Społeczność chrześcijańska w Syrii ma swoje własne sądy cywilne, zajmujące się na przykład sprawami dotyczącymi małżeństw, rozwodów czy dziedziczenia. Prawo, na podstawie którego orzekają, oparte jest na Biblii i zwyczajach chrześcijan. W Syrii chrześcijanom nie wolno nawracać muzułmanów na swoją wiarę. Kościoły przestrzegają tego zakazu i nie prowadzą akcji misyjnych wobec muzułmanów.
Między chrześcijanami a muzułmanami w Syrii istnieje kilka różnic społecznych. Chrześcijanie znacznie częściej mieszkają w miastach, zwłaszcza takich jak Damaszek, Aleppo, Hama czy Latakia. Średnia ich zarobków jest wyższa od muzułmańskiej. Również poziom osób z wykształceniem ponadpodstawowym jest większy niż u muzułmanów. Chrześcijanie znacznie częściej posyłają swoje dzieci do szkół prywatnych i zagranicznych.
Do najsłynniejszych chrześcijan syryjskich zalicza się kronikarza Pawła z Aleppo i szachistę Filipa Stamma.

## Podział chrześcijaństwa w Syrii

Denominacje chrześcijan syryjskich

Chrześcijanie w Syrii stanowiący około 5,2% społeczeństwa, ale nie należą do jednego wyznania. Wywodzą się one z dwóch różnych tradycji - zachodniej i wschodniej. Do pierwszej grupy należą wyznania rzymskokatolickie i protestanckie. Wyznawcami są głównie osoby wywodzące się z rodzin nawróconych w przeszłości przez misjonarzy z krajów europejskich. Jednak większość chrześcijan w Syrii to członkowie Kościołów wschodnich o prastarej tradycji. Dominują wyznawcy Kościołów ortodoksyjnych – greckoprawosławnego i syryjskoprawosławnego. Oprócz nich są jeszcze Kościoły wschodnie pozostające w unii z Rzymem i niezależny Asyryjski Kościół Wschodu. Mimo wewnętrznych podziałów chrześcijanie syryjscy zazwyczaj współpracują ze sobą.
Podział na wiele wyznań jest efektem zaszłości historycznych, wynikających ze sporów politycznych i doktrynalnych, które dotyczyły zazwyczaj natury Chrystusa. W roku 431, po soborze w Efezie, doszło do oddzielenia się Kościoła Wschodu od głównego nurtu chrześcijaństwa. Nestorianie wierzyli, iż Chrystus posiadał dwie odrębne natury – boską i ludzką. Boska, jako doskonała, nie mogła ich zdaniem narodzić się i umrzeć. W konsekwencji sądzili, że Jezus Chrystus był zwykłym człowiekiem, w którym dopiero później zamieszkał Bóg – „jak posąg w świątyni”. Maria, ich zdaniem, nie była „bogurodzicą” tylko matką Jezusa, gdyż nie urodziła Boga tylko Jezusa, który był człowiekiem. Ich poglądy zostały potępione przez sobór w Efezie w 431 i przez sobór w Chalcedonie w 451.
Inną grupą, również opozycyjną wobec głównego nurty chrześcijaństwa, byli monofizyci. Przyjęli oni, iż w Chrystusie istnieje tylko jedna natura boska, a ludzka została przez nią wchłonięta, zaraz po wcieleniu. Poglądy te, sformułowane przez Eutychesa z Konstantynopola, zostały potępione przez sobór chalcedoński w 451 r.n.e. Monofizytyzm dał początek Syryjskiemu Kościołowi Ortodoksyjnemu, zwanemu też jakobickim. Językiem liturgicznym jest syryjski.
Kolejna grupa zwana monoteletami dała początek współczesnym Maronitom, choć Kościół ten odrzuca dzisiaj monoteletyzm i pozostaje w unii z Rzymem. Monoteleci w swych naukach twierdzili, iż Chrystus wprawdzie posiadał dwie natury, ale kierował się jedną wolą, której źródłem była nie natura, a osoba. Monoteletyzm został potępiony na trzecim soborze w Konstantynopolu, który obradował w latach 680-681.
W XIII wieku, na skutek wielu różnych czynników, doszło do ostatecznego zerwania więzi łączących Kościół wschodni z zachodnim. W ciągu następnych stuleci niektóre z Kościołów wschodnich, przy zachowaniu wielu swoich zwyczajów i rytuałów, będą wstępować w unię z Rzymem, uznając papieża za głowę chrześcijaństwa. Do dziś zachowują one swój język liturgiczny i odmienny obrządek, bardzo stary i unikatowy. Na przykład językiem liturgicznym używany przez nestorian jest dialekt języka syryjskiego.
Najwięcej wyznawców spośród chrześcijan syryjskich liczy sobie Kościół greckoprawosławny. Wcześniej znany był w Syrii i na Bliskim Wschodzie pod nazwą kościoła melchickiego. Nazwa ta wywodzi się z czasów podziału chrześcijaństwa wschodniego z przełomu V i VI wieku. Melchici pozostawali wierni naukom patriarchatu Konstantynopolitańskiego, w przeciwieństwie do tych, którzy poparli monofizytyzm. Ponieważ w Bizancjum panował cezaropapizm, zwolenników Konstantynopola nazywano „ludźmi króla” („melek”– król, władca; w aramejskim odpowiednik cesarza) czyli melchitami. Słowo „grecki” w nazwie Kościoła nie odnosi się do etnicznego pochodzenia członków, ale do obrządku greckiego i używania greki jako języka liturgicznego.
W Syrii istnieje także Apostolski Kościół Ormiański, który pod wieloma względami jest podobny do Syryjskiego Kościoła Ortodoksyjnego, ale obowiązuje w nim ormiański ryt liturgiczny.

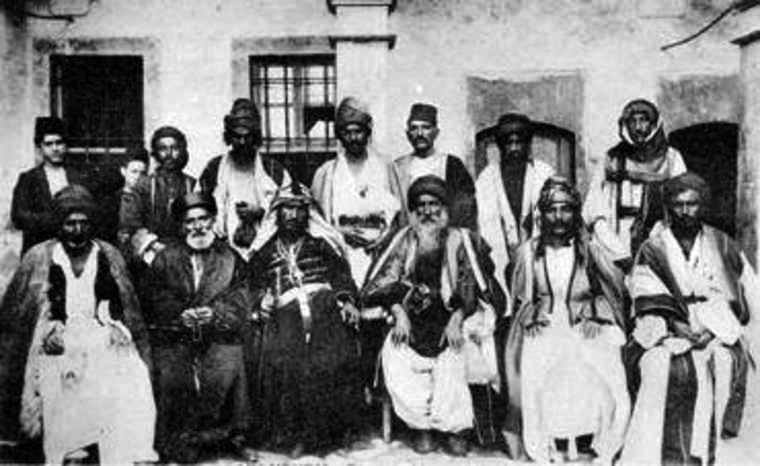
Chaldejczycy i Jezydzi.

Na terenie Syrii istnieje wiele Kościołów unickich. Określenie „unicki” przez wyznawców tych Kościołów uważane jest za obraźliwe. Najstarszym z nich jest kościół Maronicki, który zawarł unię z Rzymem w XII wieku. Wcześniej obecne były w nim wpływy monoteletyzmu, ale hierarchowie oficjalnie wyrzekli się ich na soborze Laterańskim w 1215. Językiem liturgicznym jest syryjski.
Największym Kościołem unickim jest Syryjski Kościół Katolicki, który powstał po zawarciu unii z Rzymem przez część wiernych i hierarchów Syryjskiego Kościoła Ortodoksyjnego. Po unii zachował on swój obrządek i język liturgiczny.
Grecki Melchicki Kościół Katolicki powstał po kontrowersyjnych wyborach patriarchy w 1724 w wyniku unii z wyznawcami Kościoła greckoprawosławnego na Bliskim Wschodzie. Odwołano się wówczas do faktu, iż patriarcha antiocheński nigdy nie został obłożony przez Rzym klątwą i teoretycznie nadal pozostawał częścią Kościoła katolickiego. Od czasu unii określenia „melchicki” używa się w odniesieniu do jej zwolenników, a nie do Kościoła greckoprawosławnego. W liturgii używana jest język grecki i arabski.
Katolicki Kościół Chaldejski powstał w wyniku unii części nestorian z Rzymem.

## Lista kościołów i wyznań działających na terenie Syrii
- melchicki Kościół greckokatolicki
- Prawosławny Patriarchat Antiocheński (nazywany też Kościołem greckoprawosławnym)
- Syryjski Kościół Ortodoksyjny (jakobici) (nazywany też Kościołem syryjskoprawosławnym)
- syryjski Kościół katolicki
- Apostolski Kościół Ormiański
- Kościół ormiańskokatolicki
- Asyryjski Kościół Wschodu
- katolicki Kościół chaldejski
- Kościół Maronicki
- Kościoły protestanckie
- Kościół rzymskokatolicki
- Świadkowie Jehowy w Syrii

## Regiony zamieszkania

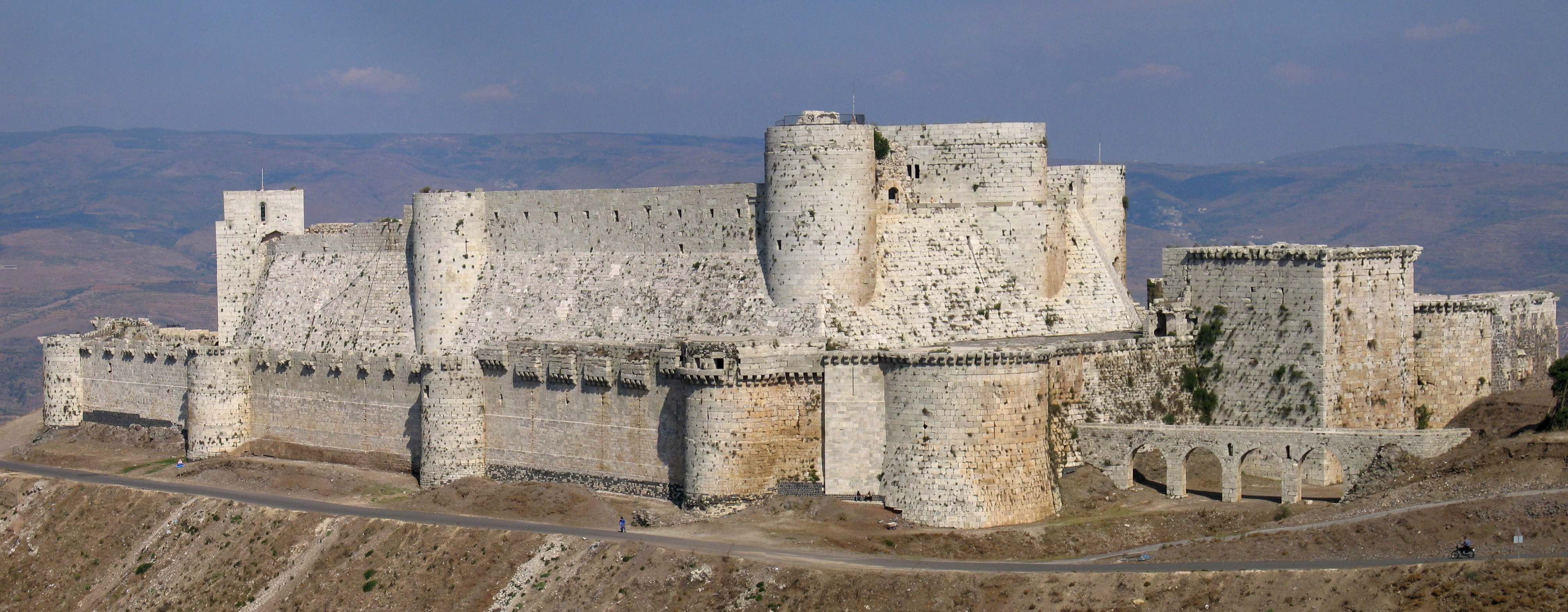
Krak des Chevaliers

Chrześcijańskie społeczności zamieszkują każdą część Syrii. Większe grupy zamieszkują w Damaszku, Aleppo, Tartus. As-Suwajda, Al-Hasaka i w Himsie (zarówno w miastach jak i na terenie całych muhafaz). W Himsie znajduje się Dolina Chrześcijan, miejsce odwiedzin dużej liczby turystów z powodu bliskości dawnej twierdzy krzyżowców. Krak des Chevaliers.